# André Lenz
André Lenz (Mülheim, 1973. november 19. –) német labdarúgókapus.